# Avatar (группа)
Avatar — шведская метал-группа, образованная в Гётеборге в 2001 году барабанщиком Йоном Альфредссоном и гитаристом Йонасом Ярлсбю. Коллектив выпустил девять студийных альбомов, два мини-альбома и одно демо. Группа также имела некоторый успех на американском радио, особенно с их песней "New Land", которая достигла 20-го места в чарте Billboard Mainstream Rock Songs в мае 2017 года.

## История группы

### Зарождение группы и первые релизы (2001 — 2010)
Записав 2 демо и 2 сингла, в 2006 году группа наконец издаёт свой первый полноформатный альбом Thoughts Of No Tomorrow. В октябре 2007 года группа выпускает второй альбом Schlacht, который достигает 27 места в национальном чарте. К созданию альбома приложил руку гитарист In Flames Бьёрн Гелотте, сыграв гитарное соло в композиции Letters From Neverend. В ноябре 2009 года выходит третий одноимённый альбом — Avatar. На этот раз группе удалось достичь 36-го места в национальном чарте. В январе 2010 команда подписывает контракт с лейблом Sony Music. 

### Black Waltz и Hail The Apocalypse (2011 — 2015)

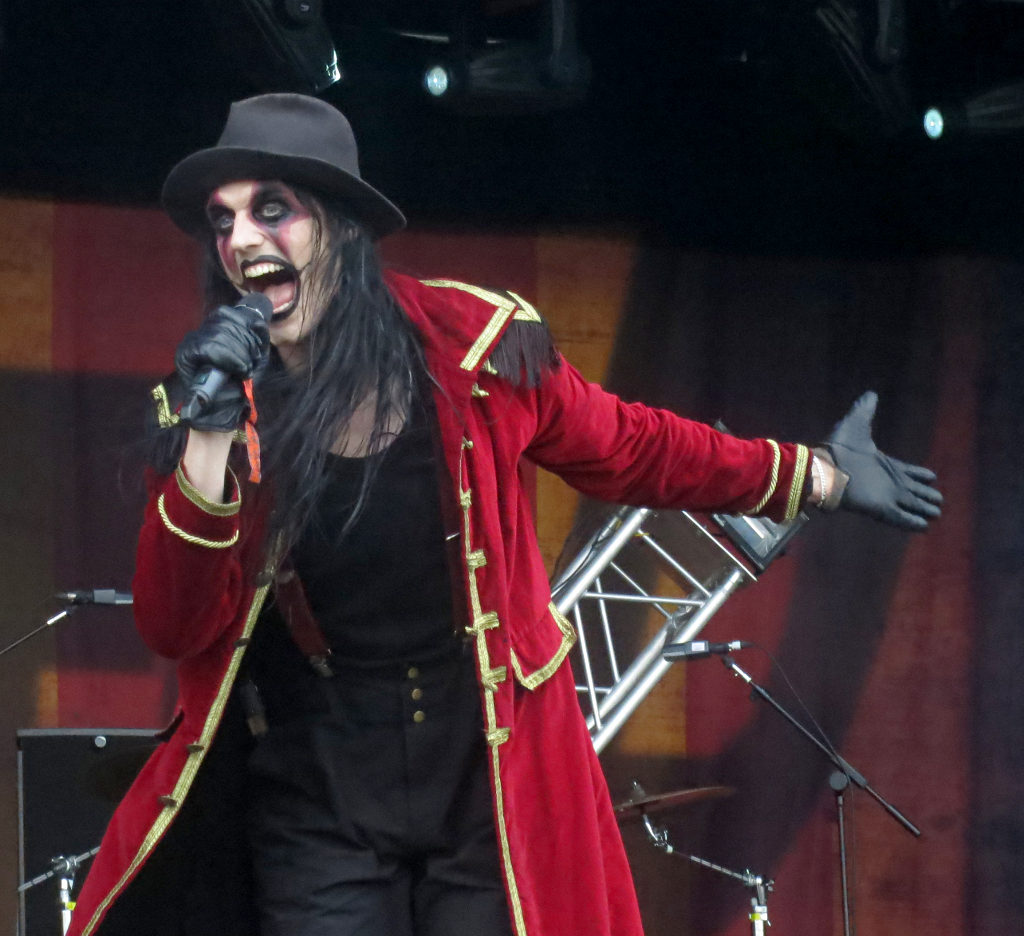
Вокалист Йоханнес Эккерстрём на Bloodstock Open Air в 2014 году

В декабре 2011 года гитарист Саймон Андерссон покидает группу и ему на смену приходит Тим Оштрём. 25 января 2012 года в Европе был выпущен четвёртый полноформатный альбом Black Waltz, но в США релиз состоялся только 14 февраля. Он достиг 25-й позиции в списке лучших альбомов в Швеции. Релиз знаменует собой первое появление "клоунского" грима для лица, который теперь регулярно наносит вокалист Йоха́ннес Э́ккерстрём. В поддержку Black Waltz, Avatar отправилась в свой первый тур по США вместе с Lacuna Coil и Sevendust в феврале 2013 года. В августе 2013 года, после того как жена Дэвида Дреймана родила, Дрейман решил отказаться от своего концертного графика и Avatar были выбраны участниками Avenged Sevenfold, чтобы заменить в туре Device и продолжить гастроли с ними и Five Finger Death Punch. Следующей осенью группа провела месяц в Таиланде, записывая новый альбом, который планировалось выпустить в марте 2014 года. 
В итоге, пятый студийный альбом Avatar, под названием Hail The Apocalypse, вышел 13 мая 2014 года на лейбле eOne Music. Первый сингл был выпущен 17 марта 2014 года и сопровождался видеоклипом. Альбом был спродюсирован Тобиасом Линделлом и сведен Джеем Растоном. С момента выхода Hail the Apocalypse группа провела несколько туров по США и Европе в качестве хедлайнера, а также выступала на таких фестивалях, как Rock on the Range 2014 и Louder Than Life. Затем Avatar начали тур по США в апреле 2015 года, играя на разогреве у Mushroomhead.

### Feathers & Flesh (2016 — 2017)
В декабре 2015 года Avatar приступили к написанию следующего студийного альбома. 6 марта стало известно название нового альбома Feathers & Flesh, а 13 мая он вышел. Альбом является концептуальным и рассказывает историю о сове, которая идет войной против всего мира. Пластинка достигла 88 места в чарте Billboard 200.

### Avatar Country (2018 — 2019)
Седьмой альбом Avatar Country вышел 12 января 2018 года.

### Hunter Gatherer (2020 — 2021)
За 3 месяца до выхода нового альбома Hunter Gatherer, 5 мая 2020 года, вышло видео, в котором была объявлена дата выпуска альбома и его название. Первый сингл "Silence in the Age of Apes" вышел 14 мая 2020 и сопровождался видеоклипом. Следующим синглом стал трек "God of Sick Dreams", вышедший 12 июня. Заключительный сингл "Colossus" вышел 10 июля вместе с видеоклипом. Альбом Hunter Gatherer вышел 7 августа.
Две песни "Going Hunting" и "Barren Cloth Mother" были выпущены 31 августа и 1 сентября 2021 года соответственно, в преддверии тура группы Going Hunting. В то же время группа объявила о создании собственного лейбла Black Waltz Records. Через 2 месяца, 29 октября 2021 года, вышла песня "So Sang the Hollow".

### Dance Devil Dance (2022 — настоящее время)
Новый трек "Valley of Disease" вышел 23 сентября 2022 года. 28 октября вышла песня "Dance Devil Dance", а также стала известна дата выхода нового альбома Dance Devil Dance — 17 февраля 2023 года. Третий сингл "The Dirt I’m Buried In" вышел 9 декабря. Четвёртый сингл «Violence No Matter What» вышел 27 января.

## Музыкальный стиль и влияния
Первоначально Avatar исполняли типичный для Гётеборга мелодик дэт-метал без каких-либо примесей, но начиная с третьего одноимённого альбома группа постоянно экспериментирует со звучанием. С 2009 года творчество коллектива представляет собой смесь из грув-метала,  мелодик-дэт-метал и авангардного метала.
В качестве групп, повлиявших на звучание коллектива, участники указывают на The Haunted, In Flames, Dark Tranquillity, Meshuggah, Gojira, Strapping Young Lad, Devin Townsend и ABBA.

## Состав

### Текущий состав
- Йоханнес Эккерстрём (Johannes Eckerström) — вокал (2002-настоящее время)
- Йонас Ярлсбю (Jonas Jarlsby) — гитара (2001-настоящее время)
- Тим Оштрём (Tim Öhrström) — гитара (2011-настоящее время)
- Хенрик Сандели́н (Henrik Sandelin) — бас гитара (2003-настоящее время)
- Йоан Альфредссон (John Alfredsson) — ударные (2001-настоящее время)

### Бывшие участники
- Саймон Андерссон (Simon Andersson) — гитара (2003—2011)

## Дискография
Студийные альбомы
- Thoughts Of No Tomorrow (2006)
- Schlacht (2007)
- Avatar (2009)
- Black Waltz (2012)
- Hail The Apocalypse (2014)
- Feathers & Flesh (2016)
- Avatar Country (2018)
- Hunter Gatherer (2020)
- Dance Devil Dance (2023)